# Michał Głąb
Michał Głąb (ur. 25 października 1992 w Wawrowie) – polski niepełnosprawny lekkoatleta specjalizujący się w konkurencjach rzutowych w klasyfikacji F34, brązowy medalista mistrzostw świata, wicemistrz Europy.

## Życiorys
Michał pochodzi z miejscowości Wawrów nieopodal Gorzowa Wielkopolskiego. W 2013 roku w swoim debiucie na mistrzostwach świata w Lyonie zdobył brązowy medal w pchnięciu kulą (F35).
Następny sukces nastąpił w 2018 roku w Berlinie podczas mistrzostw Europy. W pchnięciu kulą (F33) zdobył brązowy medal, uzyskując w ostatnim, szóstym podejściu odległość 9,57 metrów.

## Rekordy
Rekordy Europy:
- Rzut dyskiem (F33) – 30,16 (14 maja 2021, Bydgoszcz)

## Wyniki
| Rok  | Zawody                   | Miejscowość | Konkurencja                | Wynik | Pozycja     |
| ---- | ------------------------ | ----------- | -------------------------- | ----- | ----------- |
| 2012 | Mistrzostwa Europy       | Stadskanaal | Pchnięcie dyskiem (F35/36) | 31,65 | 8. miejsce  |
| 2013 | Mistrzostwa świata       | Lyon        | Pchnięcie kulą (F35)       | 9,47  | 3. miejsce  |
| 2013 | Mistrzostwa świata       | Lyon        | Rzut dyskiem (F35/36)      | 33,05 | 10. miejsce |
| 2014 | Mistrzostwa Europy       | Swansea     | Pchnięcie kulą (F35)       | 9,95  | 7. miejsce  |
| 2016 | Mistrzostwa Europy       | Grosseto    | Pchnięcie kulą (F34)       | 6,22  | 5. miejsce  |
| 2017 | Mistrzostwa świata       | Londyn      | Pchnięcie kulą (F34)       | 7,22  | 10. miejsce |
| 2017 | Mistrzostwa świata       | Londyn      | Rzut dyskiem (F34)         | 27,41 | 7. miejsce  |
| 2018 | Mistrzostwa Europy       | Berlin      | Pchnięcie kulą (F33)       | 9,57  | 3. miejsce  |
| 2018 | Mistrzostwa Europy       | Berlin      | Rzut oszczepem (F34)       | 20,25 | 7. miejsce  |
| 2019 | Mistrzostwa świata       | Dubaj       | Pchnięcie kulą (F33)       | 9,36  | 7. miejsce  |
| 2021 | Mistrzostwa Europy       | Bydgoszcz   | Pchnięcie kulą (F33)       | 10,46 | 2. miejsce  |
| 2021 | Igrzyska paraolimpijskie | Tokio       | Pchnięcie kulą (F33)       | 8,88  | 6. miejsce  |